# Sergestoïdeus
Els sergestoïdeus (Sergestoidea) són una superfamília de crustacis decàpodes del subordre dels dendrobranquiats. Les espècies de sergestoïdeus més comunes en el Mediterrani occidental i d'un important interès comercial són Sergestes arctius i Sergia robusta.
Totes les espècies són planctòniques i es troben en molts mars del món. Fan migracions verticals importants; de dia estan a prop del fons i de nit pugen a zones menys profundes. Són l'aliment de peixos i cefalòpodes.
Uns dels trets més característics és el rostre molt curt, el primer parell de pereiopodis acabat en pinça, i el quart i cinquè parell de pereiopodis són molt petits.

## Taxonomia
La superfamília dels sergestoïdeus compren 21 gèneres en dues famílies:
Família Luciferidae de Haan, 1849
- Belzebub Vereshchaka, Olesen & Lunina, 2016
- Lucifer Thompson, 1829

Família Sergestidae Dana, 1852
- Acetes H. Milne Edwards, 1830
- Allosergestes Judkins & Kensley, 2008
- Challengerosergia Vereshchaka, Olesen & Lunina, 2014
- Cornutosergestes Vereshchaka, Olesen & Lunina, 2014
- Deosergestes Judkins & Kensley, 2008
- Eusergestes Judkins & Kensley, 2008
- Gardinerosergia Vereshchaka, Olesen & Lunina, 2014
- Lucensosergia Vereshchaka, Olesen & Lunina, 2014
- Neosergestes Judkins & Kensley, 2008
- Parasergestes Judkins & Kensley, 2008
- Peisos Burkenroad, 1945
- Petalidium Spence Bate, 1881
- Phorcosergia Vereshchaka, Olesen & Lunina, 2014
- Prehensilosergia Vereshchaka, Olesen & Lunina, 2014
- Robustosergia Vereshchaka, Olesen & Lunina, 2014
- Scintillosergia Vereshchaka, Olesen & Lunina, 2014
- Sergestes H. Milne Edwards, 1830
- Sergia Stimpson, 1860
- Sicyonella Borradaile, 1910